# Lucho González
Luis Oscar "Lucho" González, född den 19 januari 1981 i Buenos Aires, är en argentinsk fotbollsspelare som spelar för Atlético Paranaense.
Startade sin karriär i argentinska Huracan innan han flyttade till storklubben River Plate år 2002. Flyttade från FC Porto till Marseille sommaren 2009. Under vintern 2012 flyttade han tillbaka till FC Porto. Efter att Hulk flyttade till Zenit St. Petersburg så fick Lucho González kaptensbindeln.
Den 30 juni 2015 meddelade River Plate att González återvände till klubben.